# Guadalupe (Sur Lípez)
Guadalupe ist eine Ortschaft im Departamento Potosí im südamerikanischen Anden-Staat Bolivien.

## Lage im Nahraum
Guadalupe ist zentraler Ort des Kanton Guadalupe im Municipio San Antonio de Esmoruco in der Provinz Sur Lípez. Der Ort liegt 35 Kilometer nördlich der Grenze zu Argentinien in einer Höhe von 4172 m an einem linken Nebenfluss des Río San Juan del Oro.

## Geographie
Guadalupe liegt auf dem bolivianischen Altiplano im Gebirgszug der Cordillera de Lípez im südlichen Teil Boliviens. Die Ortschaft ist geprägt durch ein arides Höhenklima, die Niederschläge reichen in keinem Monat für den Anbau von Nutzpflanzen aus.
Die mittlere Jahrestemperatur der Region liegt bei knapp 6 °C (siehe Klimadiagramm San Antonio de Lípez), der Jahresniederschlag beträgt nur etwa 200 mm. Die Region weist ein ausgeprägtes Tageszeitenklima auf, die Monatsdurchschnittstemperaturen schwanken nur unwesentlich zwischen 1 °C im Juli und 8 °C von November bis März. Die Monatsniederschläge liegen zwischen unter 10 mm von Mai bis Oktober und 30–50 mm von Dezember bis März. 

## Verkehrsnetz
Guadalupe liegt in einer Entfernung von 480 Straßenkilometern südlich von Potosí, der Hauptstadt des Departamentos.
Von Potosí aus führt die nationalstraße Ruta 5 in südwestlicher Richtung 208 Kilometer über Ticatica nach Uyuni, von dort die Ruta 21 nach Südosten 96 Kilometer bis Atocha und weitere 100 Kilometer nach Tupiza. Etwa 25 Kilometer hinter Atocha zweigt eine unbefestigte Piste bei Escoriani nach Südwesten ab und führt 40 Kilometer bis San Vicente und weiter bis zur Provinzhauptstadt San Pablo de Lípez. Guadalupe liegt dann auf halbem Wege zwischen dem 28 Kilometer entfernten San Pablo und dem 21 Kilometer weiter südlich gelegenen San Antonio de Esmoruco.

## Bevölkerung
Die Einwohnerzahl des Ortes ist im vergangenen Jahrzehnt deutlich angestiegen:
| Jahr | Einwohner   | Quelle       |
| ---- | ----------- | ------------ |
| 1992 | keine Daten | Volkszählung |
| 2001 | 184         | Volkszählung |
| 2012 | 304         | Volkszählung |
| 2024 |             | Volkszählung |

Die Region weist einen hohen Anteil an Quechua-Bevölkerung auf, in der Provinz Sur Lípez sprechen 88 Prozent der Bevölkerung die Quechua-Sprache.